# トマソ・カンパネッラ

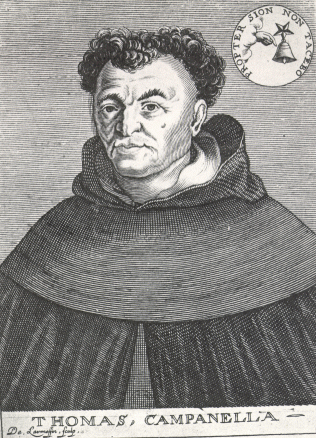
トマソ・カンパネッラ

トマソ・カンパネッラあるいはトンマーゾ・カンパネッラ (Tommaso Campanella, 1568年9月5日 - 1639年5月21日) は、ルネサンス時代のイタリアの聖職者でルネサンス時代の代表的な哲学者。

## 生涯
南イタリアのカラブリア州スティーロに貧農の子として生まれた。14歳でドミニコ会修道院に入って托鉢修道士となり、自然哲学者のベルナルディーノ・テレージオ著『自然論』を読んで、その自然主義と感覚論に感銘を受け、アリストテレス哲学に明確に反対するようになる。
1589年にナポリに赴き、自然科学者ジャンバッティスタ・デッラ・ポルタの影響のもとに魔術・錬金術・占星術・天文学・哲学などについて、その地の知識人たちと討論を重ね、1591年にすでに書き上げていた『感覚哲学』を出版する。この出版はドミニコ会全体を震撼させ、宗門裁判所に召喚され、1592年8月28日の裁判により、主張を捨て1週間以内にカラブリアに戻るよう命じられる。しかし、この命令に抗してフィレンツェ・ボローニャをへてパドヴァ大学に学生として籍を置き、ガリレイなどの学者たちとの親交を深め、1593年からいくつかの著作をおこなう。この中には後に紛失したが『カトリック教徒の君主制度』というものなどもあったという。ユダヤ教徒と信仰について議論した疑いで友人とともにローマ教皇庁の牢獄に投じられ、1595年5月16日に釈放された後、サンタ・アヴィーナ修道院で謹慎を命じられた。その間に『ルーテル派、カルヴァン派、その他の異端にたいする対話』を著した。
1597年、信仰上の疑義により教皇庁に再度捕らえられ、その牢獄で宗教改革者フランチェスコ・プッチを知り、その処刑の場面にも立ち会い、その信念に殉じた死に共感をおぼえた。そのころ南イタリアはスペインの支配下にあったので、1597年、南イタリアからスペイン勢力の影響を排除することを志し、占星術に基づいて計算した1599年8月に起こるはずの革命に合流し、共和政国家を樹立する企てに没頭した。また、あわせて腐敗したローマ教会や修道会の改革を目指したが、同志の裏切りにより事が露見して1599年9月6日に逮捕された。1601年までつづいた審問と拷問に耐え、正気を失ったふりをして処刑を免れたものの、狂人とみなされたカンパネッラは1626年まで投獄されることになった。獄中では宗教的関心をさらに深めて1602年に主著『太陽の都』を執筆したほか、数多くの著作と詩が書かれた。
『太陽の都』は、ルネサンス期において理想社会を描いたユートピア文学としてトマス・モアの『ユートピア』（1516年）に匹敵する重要な作品とみなされている。労働、教育、性、宗教など生活上のすべてにわたって規則があり、多くの事物が共有される農本主義的ないし共産制的な共有制のシステムを描き、教育の機会均等や勤労に対する敬意と労働時間短縮などを記している。
再収監されていたカンパネッラは教皇ウルバヌス8世の好意によって1628年7月27日釈放された。猜疑心の強いウルバヌス8世は、占星術師にローマ在住の枢機卿の死期を占わせるようなことをしていたが、巷間では自分の詳細な運勢図が流れていることを知り、天界から悪意を受けないようにするため、トマソ・カンパネッラの力を借りて、間近にせまった月食の悪影響を除去する儀式をおこなった。カンパネッラのおこなった儀式はローマのラテラーノ宮殿の「教皇の間」でおこなわれた。それは、密室の壁に白い絹がかけられ、薬草が焚かれ、太陽と月を意味する2つのランプと十二宮が用意されて占星音楽が奏でられるというものであり、キリスト教の教義からは逸脱いちじるしい魔術的な儀式であった。
釈放され、教皇の御前で儀式もおこなったカンパネッラであったが、著作の刊行準備、討論、宣教師学校の設立などの活動をやめず、著作の出版は禁じられて再逮捕の危険を感じたため、1634年12月フランス王国に亡命した。フランスでは、哲学者ピエール・ガッサンディや枢機卿リシュリュー・国王ルイ13世に迎えられた。
カンパネッラは1639年、パリのサン・トノレ通りにあるドミニコ修道院で死去した。

## 思想
カンパネッラの思想には正統と革新の相反する2要素が共存しているという指摘があり、そこに彼の二重人格をみたり、一方を一種の仮面であると考察したりするなど、両者の関係に関する解釈はさまざまである。彼は、若い時分に、諸事象よりあらゆる超自然的な要素を除去して、宗教を純然たる自然に還元しようと試みており、それに対し、年を経たあとの彼は、同じ自然的要請のなかにも精神と超自然的なものとの連結点を見出そうとしていると捉え、その間、同一主題における思想の発展があったとする解釈がなされることがある。これについては、たとえば認識の問題について、カンパネッラは、テレジオ的な感覚論から発しながらも、それに対する方法的懐疑を通して、知識や確実性の基礎となるものを自己の意識のなかに追い求め、最終的には神へと達するアウグスティヌス的な思索への深化が確認できるとする立場がある。この立場に拠れば、彼は、神、宇宙、人間、あるいは倫理そのもの、政治一般などにかかわる彼の哲学全体にわたって、テレジオを中心とした自然主義的な思想と、古典古代のプラトンおよびアウグスティヌス的伝統との新しい総合を目指したのではないかとされるのである。

## 著作（前記のほか）

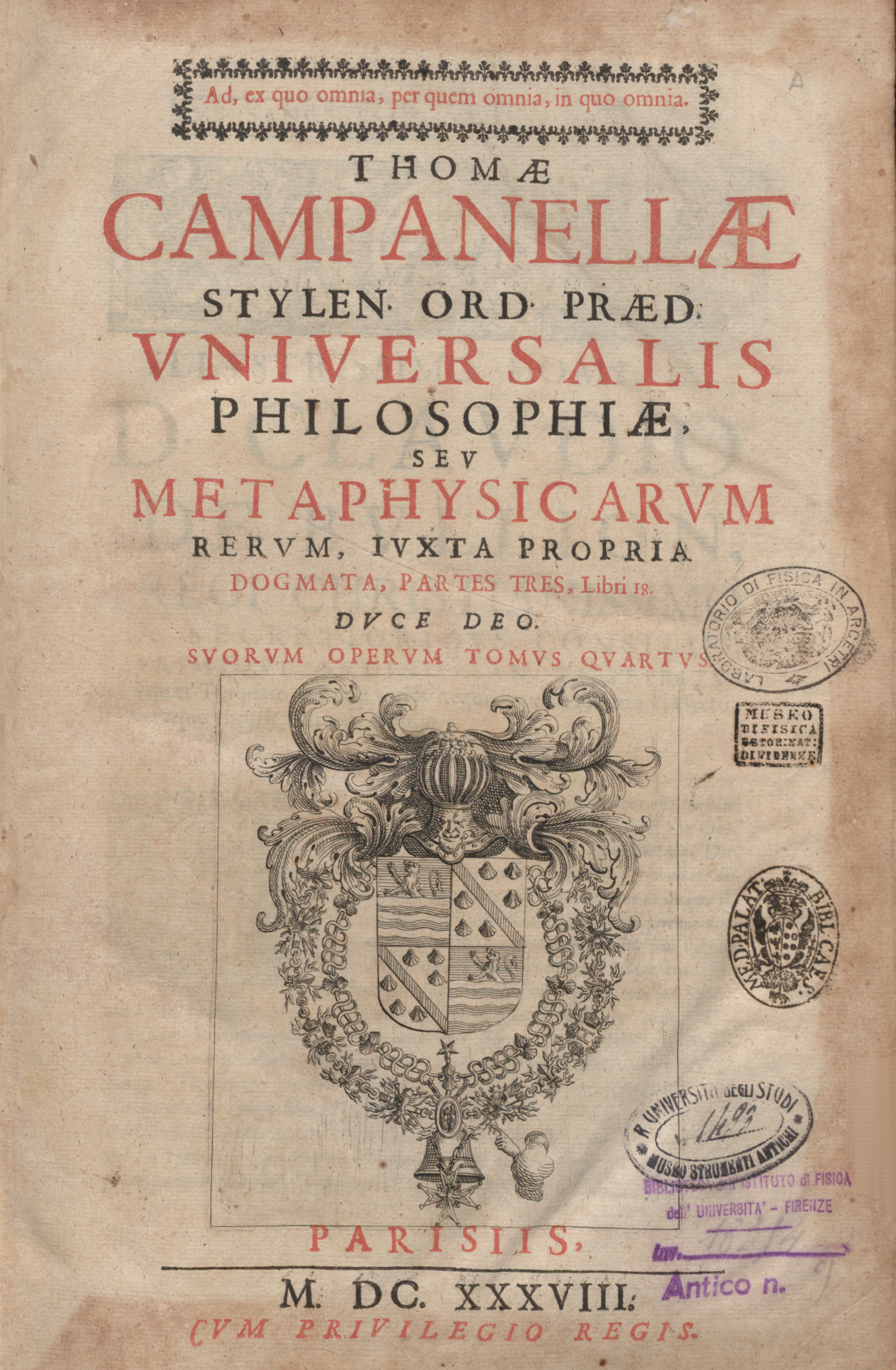
Metaphysica, 1638

- 『スペイン王国論』 Monarchia di Spagna
- 『政治警句集』 Aforismi politici
- 『天文学』 Astronomia
- 『救世主王国論』 Monarchia del Messia
- 『克服されたる無神論』 Atheismus triumphatus
- 『イタリア諸侯に捧げる辞』 Discorsi ai Principi d'Italia
- 『諸物の感覚および魔術』 Senso delle cose e lamagia
- 『ガリレオの弁明』 Apologia pro Galolaeo, 1616

## 日本語文献

### 著作
- 『ガリレオの弁明』 澤井繁男訳、工作舎、1991年 ISBN 4875021860／ちくま学芸文庫、2002年
- 『太陽の都』 近藤恒一訳、岩波文庫[4]、1992年 ISBN 400336791X
- 『太陽の都・詩篇』 坂本鉄男訳、現代思潮社「古典文庫」、1967年（新版刊） ISBN 4329003155
- 『哲学詩集』 澤井繁男訳、水声社「イタリアルネサンス文学・哲学コレクション」、2020年 ISBN 4801004032
- 『事物の感覚と魔術について』 澤井繁男訳、国書刊行会、2022年 ISBN 4336074437

### 研究文献
- D・P・ウォーカー 『ルネサンスの魔術思想　フィチーノからカンパネッラへ』
田口清一訳、平凡社、1993年／ちくま学芸文庫、2004年
- 澤井繁男 『ユートピアの憂鬱　カンパネッラ「太陽の都市」の成立』 海鳴社「モナド・ブックス」、1985年
- 澤井繁男 『自然魔術師たちの饗宴』 春秋社、2018年。ISBN 4393323807
- 澤井繁男 『評伝 カンパネッラ』 人文書院、2015年。ISBN 4409041061